# Марсельская шлюха
«Марсе́льская шлю́ха» («Арлот из Марселя») — картина Бориса Григорьева 1923 года. На момент продажи в ноябре 2007 года была самым дорогим полотном Григорьева (2,7 млн долларов), проданным через аукционы. Стала третьей по цене после продажи в ноябре 2008 года двух других картин художника — «Чабана» (портрет Николая Клюева; 3,7 млн) и «Крестьян, играющих на дудках» (3,2 млн).

## История
Картина «Марсельская шлюха» была написана Борисом Григорьевым в 1923 году. Она входит в серию картин, написанных для иллюстрирования тиражного альбома Boui boui au bord de la mer («В приморской таверне»).
Полотно было куплено лихтенштейнским фондом SEPHEROT Foundation 28 ноября 2007 года на аукционе Кристис в Лондоне за 1,3 млн фунтов (2,7 млн долларов) и на тот момент было самым дорогим из проданных через аукционы полотен Григорьева. Год спустя оно уступило по цене ещё двум холстам Григорьева, также проданным через Sotheby’s — «Чабану» (портрет Николая Клюева; 3,7 млн) и «Крестьянам, играющим на дудках» (3,2 млн)..
В 2011 году SEPHEROT Foundation выставил «Марсельскую шлюху» на крупнейшей персональной выставке Бориса Григорьева в Русском музее и Третьяковской галерее.